# Mid Glamorgan
Mid Glamorgan, (Morgannwg Ganol em galês) é um condado preservado localizado no sul do País de Gales.
As comunidades de Wick, St Brides Major, Ewenny (do distrito de Ogwr) tornaram-se parte do distrito Vale de Glamorgan, enquanto [[Pentyrch] ]] (do distrito de Taff-Ely) foi adicionado à área de autoridade unitária Cardiff. Por causa disso, eles se tornaram parte do condado preservado de South Glamorgan. Em 2003, as fronteiras cerimoniais foram ajustadas, colocando todo o distrito de Caerphilly no condado cerimonial de  Gwent.